# Voile noir
Pour l’article homonyme, voir Le Voile noir.
 Mise en garde médicale
Le voile noir est un phénomène physiologique apparaissant en particulier chez les pilotes d'avion dans des conditions de vol extrêmes sous un facteur de charge élevé lorsque, le cerveau n'étant plus suffisamment irrigué par le sang, il y a perte de la vision, ceci précédant une perte de connaissance, vers 5g. Le voile noir est lui-même précédé du voile gris (perte de la vision périphérique et altération de la vision centrale), qui intervient aux alentours de 4g. En anglais, on parle de G-LOC pour G-force induced Loss of Consciousness.
Pour y remédier, les pilotes des avions de chasse portent une combinaison anti-G qui serre en particulier fortement les cuisses pour empêcher le sang de s'y accumuler en grande quantité et donc de garder le sang dans la tête pour que le cerveau soit fonctionnel.
Le voile noir peut apparaître aussi lors d'apnées trop prolongées, par manque d'oxygène dans le cerveau (et les yeux).